# 125-mm-Ampulomjot M1941
Der Ampulomjot (russisch 125-мм ампуломёт образца 1941 года, dt.: 125-mm-Ampullenwerfer Modell 1941) war ein sowjetischer Granatwerfer, der von der Roten Armee zur Panzerabwehr genutzt wurde. Er wurde ab 1941 genutzt und ab 1942 abgelöst. Die Waffe hatte ein Kaliber von 125 mm. Als Munition dienten gläserne Brandampullen, die beim Aufschlag zerbarsten.